# Писарев Вадим Якович

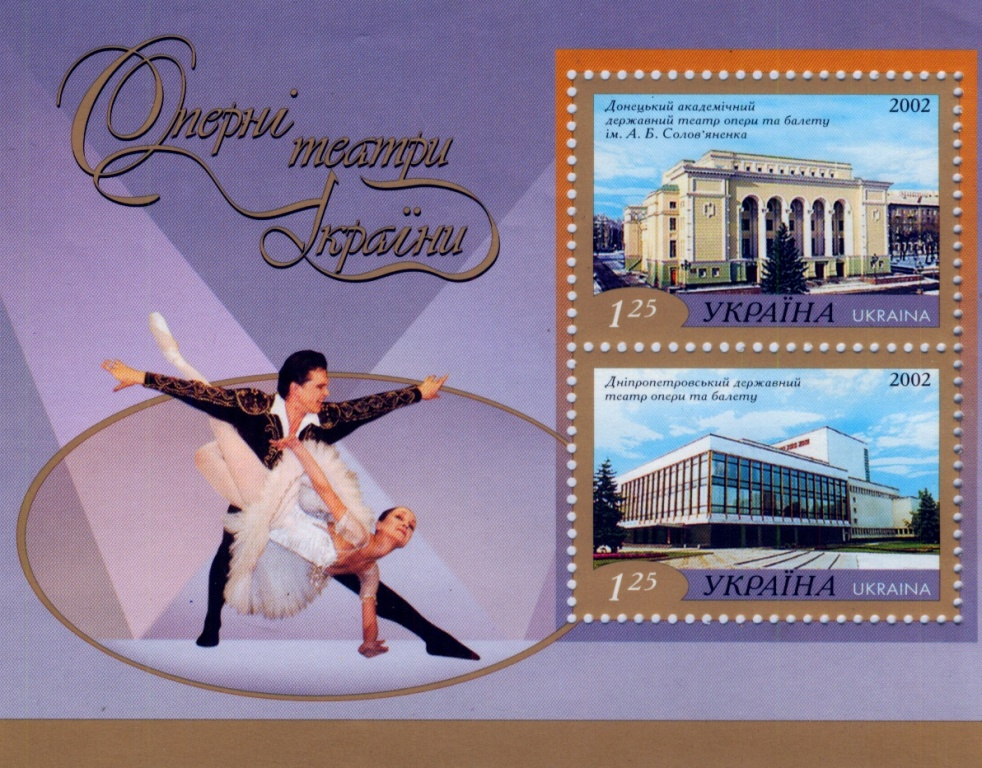
Вадим Писарєв та Інна Дорофеєва

Писарєв Вадим Якович (нар. 1 лютого 1965, Донецьк) — проросійський колаборант, український артист балету, хореограф, менеджер, педагог, засновник і керівник школи хореографічної майстерності Вадима Писарєва у Донецькому академічному державному театрі опери та балету ім. А.Солов'яненка. Народний артист Української РСР (1989).

## Життєпис
2015 Запрошений як педагог-репетитор до Бурятського державного академічного театру опери і балету у м. Улан-Уде на постановку балету «Баядерка».

## Хореографічна школа Вадима Писарєва
Створена навесні 1992 року.
Навчальна програма школи передбачає вивчення історії балету й театру; опанування класичного, історико-побутового й характерного танців; слухання музики; сценічну практику; дуетний танець.
Отримані в школі навички учні вдосконалюють на практиці, беручи участь у балетах і концертах професійної балетної трупи («Лускунчик», «Лебедине озеро», «Дон Кіхот», «Ромео і Джульєтта», «Баядерка», «Жизель», «Вечори балету»). Виступають також із самостійними програмами. Це і одноактний балет «Пори року» на музику Вівальді; сучасний одноактний балет «Конкурс», одноактний балет Л.Мінкуса «Пахіта», класична мініатюра на музику В.Моцарта «Пастораль» та ін.
Починаючи з 1997 року учні школи майже в повному складі беруть участь у звітному концерті на сцені Донецького державного академічного театру опери та балету. Глядачам на багато років запам'ятався яскравий, оригінальний виступ школи в гала-концерті «Нові імена — юні таланти України», який відбувся в березні 1997 року в межах програми «Дружина Президента дітям України». В 1998 році сворено нову програму «Ріка танцю», яка є унікальною за своїм змістом, художнім дизайном та світловим оформленням.
Учнів Школи Писарєва приймали в балетних майстернях Холерстауна і Джексона (США), в театрах та балетних класах Нідерландів, Японії, Росії.
З 1995 року Школа Вадима Писарєва отримала офіційний статус філії Української Академії танцю, що існує при Національній опері України в Києві. Це означає, що випускники школи є спеціалістами з дипломом державного зразка.
Викладацький склад школи дуже досвідчений, незважаючи на молодий вік. Можна з упевненістю говорити, що створений колектив здатний забезпечити гарною творчою зміною балетні трупи театрів України та світу. Окрім керівника школи — Вадима Писарєва, справі виховання балетної молоді присвятили своє життя заслужена артистка України Євгенія Огурцова, народна артистка України Інна Дорофеєва, молоді фахівці Ганна Старкова та Олена Каун та багато інших.
Завдяки їм про українську балетну школу і про Україну знають багато людей. Чи то ти у Європі, чи в Америці, Канаді, навіть Австралії — скрізь можеш на фразу «Я з України, Донецька» почути захоплений вигук: «О! Балет! Писарєв!». І це є чи не найкращою нашою візитівкою.

### Хронологія здобутків школи хореографічної майстерності Вадима Писарєва
- 1995 р. Ганна Меркулова, Юлія Полгороднік, Євген Лагунов, Артем Харчик отримали призові місця на другому Міжнародному конкурсі «Кришталева туфелька».
- 1998 р. Євген Лагунов став дипломантом конкурсу в Лозанні (Швейцарія). Юлія Полгороднік нагороджена ІІ премією на конкурсі в м. Джексоні (США).
- 1999 р. Ганна Меркулова, Юлія Полгороднік стали лауреатами Міжнародного конкурсу в Японії. Андрій Писарєв отримав ІІ премію, Марія Чуграй і Денис Черевичко нагороджені спеціальними призами конкурсу в м. Таллінні.
- 2002 р. Андрій Писарєв і Жерлін Ндуді нагороджені І премією, а Денис Черевичко — ІІ премією на конкурсі «Юність балету» в м. Києві. Андрій Писарєв завоював ІІІ місце на американському балетному конкурсі «Young Prix America» в Нью-Йорку.
- 2003 р. Жерлін Ндуді завоював Гран-прі на найпрестижнішому конкурсі «Євробачення».

## Нагороди та почесні звання
- 1986 — Народний артист УРСР

19 січня 2025 позбавлений усіх державних нагород України, доданий до санкційного списку, має фінансові обмеження.